# جو-أون: الشبح الأسود
جو-أون: الشبح الأسود (باليابانية: 呪怨: 黒い少女) ، هو فيلم ياباني من نوع الرعب النفسي، أنتج عام 2009م. وهو أحد أعمال سلسلة أفلام الرعب اليابانية "جو-أون"، والتي تضم كذلك فيلم جو-أون: الشبح الأبيض.

## مصدر
1. ↑  Ju-on-The Grudge 3 and 4 aka 'Ju-on: Shiroi Roujo' / 'Ju-on: Kuroi Sho - Horror.com Forums - Talk about horror نسخة محفوظة 24 فبراير 2012 على موقع واي باك مشين.

## وصلة خارجية
- جو-أون: الشبح الأسود على موقع IMDb (الإنجليزية)
- جو-أون: الشبح الأسود على موقع روتن توميتوز (الإنجليزية)
- جو-أون: الشبح الأسود على موقع Turner Classic Movies (الإنجليزية)
- جو-أون: الشبح الأسود على موقع أول موفي (الإنجليزية)
- جو-أون: الشبح الأسود على موقع فيلمافينيتي (الإسبانية)
- جو-أون: الشبح الأسود على موقع قاعدة بيانات الفيلم (الإنجليزية)
- جو-أون: الشبح الأسود على موقع ليتربوكسد (الإنجليزية)
- جو-أون: الشبح الأسود على موقع كينوبويسك (الروسية)